# Посольство Туркменистана в Италии
Посольство Туркменистана в Италии (туркм. Türkmenistanyň Italiýa Respublikasyndaky Ilçihanasy) — официальная дипломатическая миссия Туркменистана в Италии, располагающаяся в Риме. Дипломатические отношения между Туркменистаном и Итальянской Республикой установлены 9 июня 1992 года.
Адрес посольства: Рим, Via Dei Tre Orology 6, 00197, Телефон: +39068081579.

## История
Посольство Туркменистана открылось 25 декабря 2015 года в Риме. Первым послом был назначен Ныязов Чары Гельдыевич, который являясь послом Туркменистана во Франции, одновременно руководил и этой миссией. 11.08.2016 года послом Туркменистана в Итальянской Республике был назначен Реджепов Бердимырат. В целях дальнейшего развития двусторонних отношений между Туркменистаном и Итальянской Республикой Президент Туркменистана 25 декабря 2015 года подписал Указ № РР-6860,об открытии Посольства Туркменистана в Итальянской Республике (город Рим). В 2009 году состоялся первый визит президента Туркменистана Гурбангулы Бердимухамедова в Италию, где с премьер-министром Италии с Сильвио Берлускони были подписаны ряд документов, а так же Совместное туркмено-итальянское коммюнике. Стороны перспективными направлениями сотрудничества называют нефтегазовую отрасль, сферы энергетики, строительства, текстильной и химической промышленности. В ноябре 2014 года впервые с рабочим визитом, Туркменистан посетил Премьер-министр Италии Маттео Ренци.

## Послы
1. Ниязов Чары Гельдыевич (2015—2016)
2. Реджепов, Бердымурад (2016—2020)
3. Тойли Комеков (2020— н. в.)